# Lucie Vopálenská
Lucie Vopálenská (* 1972) je česká novinářka a moderátorka.
Spolupracuje s Českým rozhlasem, se slovenskou redakcí Rádia Svobodná Evropa nebo s týdeníkem Respekt. Osm let s Alenou Červenkovou připravovala v České televizi pořad Na hraně, za který v roce 1998 obě získaly novinářskou Cenu Ferdinanda Peroutky. V roce 2010 s Petrem Dudkem připravuje pořad Kontexty.